# فرانك بروكس
فرانك بروكس (بالإنجليزية: Frank Brooks)‏ هو لاعب كرة قاعدة أمريكي، ولد في 6 سبتمبر 1978 في بروكلين في الولايات المتحدة.

## وصلات خارجية
- فرانك بروكس على موقعبيزبول رفرنس.كوم (الدوري الرئيسي) (الإنجليزية)
- فرانك بروكس على موقعبيزبول رفرنس.كوم (الدوري الثانوي) (الإنجليزية)
- فرانك بروكس على موقع مشجعي الرسوم البيانية (الإنجليزية)